# Declana hermione
Declana hermione är en fjärilsart som beskrevs av Hudson 1898. Declana hermione ingår i släktet Declana och familjen mätare. Inga underarter finns listade i Catalogue of Life.